# Yin Xiaoyan
Yin Xiaoyan (n. 28 august 1993, Henan, Republica Populară Chineză) este o sportivă ce a reprezentat Republica Populară Chineză, medaliată olimpică. A participat la o ediție a Jocurilor Olimpice (2020) în care a câștigat o medalie de argint.